# Wellington Dias
José Wellington Barroso de Araújo Dias GOMM (Oeiras, 5 de março de 1962) é um bancário, escritor e político brasileiro, filiado ao Partido dos Trabalhadores (PT) e atual ministro do Desenvolvimento e Assistência Social, Família e Combate à Fome do Brasil. Foi governador do Piauí por quatro mandatos, eleito em 2014 e reeleito em 2018, depois de ter exercido o cargo entre 2003 e 2010. No ano de 2010, foi o senador mais votado totalizando quase 1 milhão de votos. Foi eleito pela segunda vez senador nas eleições de 2022. Ao assumir o cargo de ministro do Desenvolvimento e Assistência Social, Família e Combate à Fome em 1º de janeiro de 2023, a socióloga Jussara Lima (PSD) assumiu sua vaga no Senado Federal como suplente.

## Biografia
Filho de Joaquim Antônio Neto, eleito prefeito de Paes Landim pela ARENA em 1972, e Teresinha de Araújo Dias, eleita vice-prefeita do mesmo município pelo PFL em 1988, Wellington Dias nasceu no município de Oeiras, no Piauí, mas foi criado em Paes Landim no mesmo estado.
Durante a mocidade, ingressou no curso de graduação em letras portuguesas da Universidade Federal do Piauí (1982) e especializou-se em políticas públicas e governo pela Universidade Federal do Rio de Janeiro. 
Começou a trabalhar aos 19 anos de idade, atuando como radialista na Rádio Difusora de Teresina, Piauí. Como bancário, trabalhou como gerente do Banco do Nordeste, como caixa e gerente substituto do Banco do Estado do Piauí, em São João do Piauí e, aos 22 anos, foi aprovado no concurso para a Caixa Econômica Federal (CEF) da qual é funcionário de carreira, ocupando o cargo de gerente em 1984.
Wellington Dias iniciou na militância política ainda jovem, atuando no movimento estudantil da universidade, envolvendo-se com as Comunidades Eclesiais de Base (CEBs) e também no movimento sindical. Em 1985, filiou-se ao Partido dos Trabalhadores (PT) e participou como integrante da Central Única dos Trabalhadores, tornando-se presidente da APCEF (Associação de Pessoal da Caixa Econômica Federal) entre os anos de 1986 e 1989 e presidente do Sindicato dos Bancários do Estado do Piauí entre 1989 e 1992. Também entre os anos de 1987 e 1988, Dias presidiu o conselho deliberativo da Fenae Corretora de Seguros e, entre 1988 e 1989, foi secretário do conselho fiscal da mesma instituição.
Como escritor, é autor de cinco obras literárias e chegou a receber menção honrosa pelo "Concurso de Contos João Pinheiro", da Secretaria de Cultura do Piauí.
Além disso, Wellington Dias é casado com a deputada federal Rejane Dias com quem tem três filhos: Iasmin, Vinícius e Daniely.

## Trajetória política
Filiado ao Partido dos Trabalhadores (PT) desde os 23 anos de idade, Wellington Dias iniciou sua trajetória política em 1992 quando foi eleito vereador de Teresina. Em 1994, optou por renunciar ao mandato municipal para concorrer a um cargo na Assembleia Legislativa do Piauí, conseguindo eleger-se deputado estadual e tornando-se o primeiro presidente da Comissão de Direitos Humanos no legislativo do estado. Na mesma época, também foi presidente regional do PT entre 1995 e 1997, e chegou a se candidatar ao cargo de vice-prefeito do município Teresina na chapa de Nazareno Fonteles, mas não conseguiu chegar ao segundo turno.
Nas eleições estaduais de 1998, foi eleito deputado federal pelo PT sendo o primeiro parlamentar do estado eleito pelo partido. Durante o mandato, presidiu a Comissão de Fiscalização Financeira e Controle (CFFC) e foi titular da Comissão de Segurança Pública e Combate ao Crime Organizado (CSPCCO). Já nas eleições de outubro de 2000, foi candidato à prefeitura de Teresina mas foi derrotado no primeiro turno com a reeleição de Firmino da Silveira Soares Filho, do Partido da Social Democracia Brasileira (PSDB).
Às vésperas das eleições de 2002, Wellington Dias foi anunciado pelo PT como candidato ao Senado, mas uma articulação comandada pelo diretório nacional do partido o fez candidato ao Governo do Estado. Iniciou a campanha com baixos índices nas pesquisas de intenção de voto, porém, com o decorrer da campanha, sua performance melhorava à medida que seu nome firmava-se como alternativa à sucessão estadual, principalmente graças ao apoio de lideranças do PMDB, a exemplo do ex-governador Mão Santa. Eleito em primeiro turno para o cargo de governador do Piauí pela coligação A Vitória que o Povo Quer, derrotou o então governador Hugo Napoleão que disputava a reeleição. Em 2005, como governador do Piauí, foi admitido pelo presidente Luiz Inácio Lula da Silva à Ordem do Mérito Militar no grau de Grande-Oficial especial.
Em 2006, Wellington Dias foi candidato à reeleição ao Governo do Estado e conseguiu vencer o pleito ainda no primeiro turno contra seu principal adversário e ex-aliado, o então senador Mão Santa. Foi durante o seu governo que aconteceu a grande tragédia da Barragem de Algodões em maio de 2009. Dias renunciou ao cargo em 1º de abril de 2010, com a intenção de se candidatar ao Senado, sendo substituído pelo vice Wilson Martins.
Nas eleições de 2010, Wellington Dias foi eleito senador do estado do Piauí ao lado de Ciro Nogueira do Progressistas (PP) com a soma de 997.513 votos. Em 2014, foi eleito para o seu terceiro mandato como governador do Piauí, reelegendo-se em 2018 para o 4º mandato como governador do estado com 55,6% dos votos válidos (966 mil), vencendo seu principal adversário, o médico Dr. Pessoa (Solidariedade) que obteve 20,4% dos votos (355 mil).

## Desempenho em eleições
| Ano  | Eleição                | Cargo Disputado   | Partido | Coligação                                                                 | Suplente/Chapa          | Votos     | Porcentagem | Resultado           |
| ---- | ---------------------- | ----------------- | ------- | ------------------------------------------------------------------------- | ----------------------- | --------- | ----------- | ------------------- |
| 1992 | Municipais de Teresina | Vereador          | PT      | —                                                                         | —                       | 1.520     |             | Eleito              |
| 1994 | Estaduais do Piauí     | Deputado estadual | PT      | —                                                                         | —                       | 13.140    | 1,47%       | Eleito              |
| 1996 | Municipais de Teresina | Vice-prefeito     | PT      | —                                                                         | Nazareno Fonteles (PT)  | 44.262    | 18,69%      | Não eleito 3º lugar |
| 1998 | Estaduais do Piauí     | Deputado federal  | PT      | —                                                                         | —                       | 77.067    | 8,22%       | Eleito              |
| 2000 | Municipais de Teresina | Prefeito          | PT      | (PT/PSTU)                                                                 | Francisca Trindade (PT) | 99.874    | 32,43%      | Não eleito 2º lugar |
| 2002 | Estaduais do Piauí     | Governador        | PT      | A vitória que o povo quer (PT,PCdoB,PL,PMN,PCB,PAN,PTN,PTdoB)             | Osmar Júnior (PCdoB)    | 688.278   | 50,96%      | Eleito 1º turno     |
| 2006 | Estaduais do Piauí     | Governador        | PT      | A Vitória da Força do Povo (PT,PSB,PTB,PCdoB,PL,PRB)                      | Wilson Martins (PSB)    | 954.857   | 61,68%      | Eleito 1º turno     |
| 2010 | Estaduais do Piauí     | Senador           | PT      | Para o Piauí Seguir Mudando (PSB,PMDB,PT,PRB,PTN,PR,PRP,PCdoB)            | Regina Sousa (PT)       | 997.513   | 32,52%      | Eleito              |
| 2012 | Municipais de Teresina | Prefeito          | PT      | (PT)                                                                      | Cícero Magalhães (PT)   | 59.470    | 14,18%      | Não eleito 3º lugar |
| 2014 | Estaduais do Piauí     | Governador        | PT      | A vitória com a força do povo (PT,PP,PTB,PR,PRP,PROS,PHS,SD)              | Margarete Coelho (PP)   | 1.053.342 | 63,08%      | Eleito 1º turno     |
| 2018 | Estaduais do Piauí     | Governador        | PT      | A Vitória com a Força do Povo (PT,MDB,PP,PR,PTB,PCdoB,PRTB,PDT,PSD)       | Regina Sousa (PT)       | 966.469   | 55,65%      | Eleito 1º turno     |
| 2022 | Estaduais do Piauí     | Senador           | PT      | A Força do Povo (PT, PCdoB, PV, MDB, AGIR, PSB, PSD, SOLIDARIEDADE, PROS) | Jussara Lima (PSD)      | 962.194   | 51,34%      | Eleito              |

## Obras literárias
- Maria Valei-me (1984)[14]
- Macambira (1995)[14]
- Reisados da Minha Terra[14]
- As Tiradas de Tio Sinhô (2007)[15][14]
- A Melancia do Presidente (2018)[16][17][14]